# Energie AG Oberösterreich
Die Energie AG Oberösterreich (früher Oberösterreichische Kraftwerke AG, kurz OKA) ist ein Energie- und Infrastruktur-Dienstleister mit Hauptsitz in der oö. Landeshauptstadt Linz in Österreich. Der Konzern ist Anbieter für Strom, Gas, Wärme, Wasser sowie Entsorgungs- und IKT-Dienstleistungen und neben Österreich auch in Norditalien und Tschechien tätig. Seit September 2008 ist der Konzern mit allen Abteilungen im Power Tower nahe dem Linzer Hauptbahnhof angesiedelt.

## Geschichte

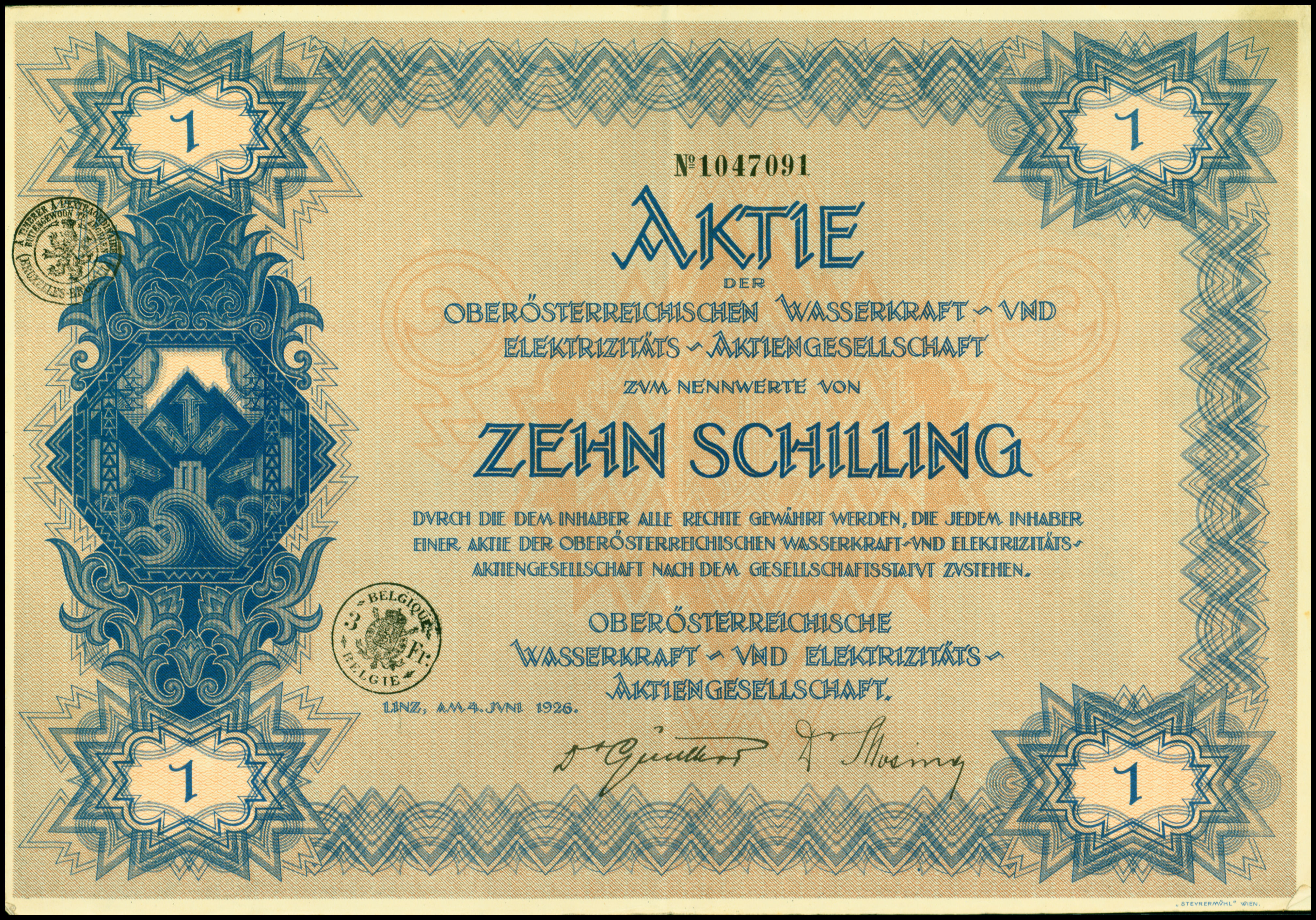
Aktie über 10 Schilling der Oberösterr. Wasserkraft- und Elektrizitäts-AG vom 4. Juni 1926

Der Beginn der Planung einer Dampfzentrale in St. Wolfgang mit 25 PS (18 kW) im Jahr 1892 war die Geburtsstunde der ersten öffentlichen Stromversorgung im Salzkammergut. Zehn Jahre später wurde, erbaut durch Stern&Hafferl das erste große Wasserkraftwerk in Oberösterreich, das Kraftwerk Traunfall, in Betrieb genommen. 1905 kam es zur Gründung der Aktiengesellschaft Elektrizitätswerke Stern&Hafferl AG. Vier Jahre später beschloss der Oberösterreichische Landtag die Beteiligung des Landes an der EW Stern&Hafferl AG.
Das Ende des Ersten Weltkrieges 1918 und der Zerfall der Österreichisch-Ungarischen Monarchie bedingten den Verlust großer Teile des Staatsgebietes Österreichs und eine völlige Neuordnung der Energieversorgung entstand. Es kam zur Gründung der Oberösterreichischen Wasserkraft Ges.m.b.H., die schon zwei Jahre später in die Oberösterreichische Wasserkraft- und Elektrizitäts-AG (OWEAG) umgewandelt wurde. 1924 begann der Bau der ersten 110-kV-Leitung Österreichs vom Speicherkraftwerk Partenstein nach Linz/Wegscheid und Steyr. 1929 vereinigten sich die OWEAG und die EW Stern&Hafferl AG zur Österreichischen Kraftwerke AG (ÖKA). Die neue Gesellschaft besaß 12 Wasserkraftwerke und zwei Kohlekraftwerke mit einer Gesamtleistung von 85 MW und 3250 Kilometer Stromleitungen. Die ÖKA wurde 1941 in Kraftwerke Oberdonau AG (KOA) umbenannt. 1945 kam es zu einem starken Rückgang des Strombezuges bei Kriegsende. Notstandsmaßnahmen bei der ÖKA nach schweren Kriegsschäden an den Anlagen waren notwendig geworden. Es kam zur Rückbenennung der KOA in ÖKA.
Mit dem Zweiten Verstaatlichungsgesetz 1947 wurde die OKA zur Landesgesellschaft für Oberösterreich. Der Name änderte sich in Oberösterreichische Kraftwerke AG (OKA).

### Die Entwicklung nach dem Zweiten Weltkrieg
1964 wurde das neue Bürogebäude der Generaldirektion in der Böhmerwaldstraße in Linz fertiggestellt. Drei Jahre später begann der Bau des Kraftwerks Riedersbach. Dies stellte die größte Investition in der Geschichte der OKA dar. Mit der Beteiligung an der Welser Abfallverwertungsgesellschaft m.b.H. (WAV) stieg die OKA 1989 in den Bereich der Müllentsorgung ein. Die OKA eröffnete im gleichen Jahr das Sonnenkraftwerk am Loser und erzeugte zum ersten Mal Ökostrom. 1991 wurde die Abfall-, Verwertung-, Entsorgungsgesellschaft mbH (AVE) gegründet.
Im Modellhaus Haus der Zukunft wurde Bauen und Wohnen mit der Sonne 1996 einer breiten Öffentlichkeit vorgestellt. 1999 wurde aus der OKA nach einer Reorganisation die Energie AG Oberösterreich.

### Entwicklung ab dem Jahr 2000
Ab 2000 stieg das Unternehmen zunehmend in die Bereiche Entsorgung und Wasserwirtschaft ein. 2001 stellte die Liberalisierung des Strommarktes in Österreich das Unternehmen vor eine neue Herausforderung. 2004 folgte die Gründung der Wärme Oberösterreich G.m.b.H. zur Bündelung aller Fernwärmeaktivitäten des Konzerns und im Jahr darauf der Baubeschluss für den Bau des 400-MW-Gas-und-Dampf-Kraftwerkes in Timelkam.
Die Energie AG wurde 2006 Oberösterreichs größter Infrastrukturkonzern. Die Geschäftsfelder Energie (Strom, Wärme und Gas), Entsorgung und Wasser wurden tragende Säulen des Unternehmens. Die Marktgebiete lagen nun in Österreich, Süddeutschland, Tschechien, Ungarn und den angrenzenden zentraleuropäischen Staaten.
2008 konnte die neue Konzernzentrale, der Power Tower in der Böhmerwaldstraße in Linz bezogen werden. Im gleichen Jahr erfolgte die Inbetriebnahme des 400 MW-Gas-und-Dampf-Kraftwerkes in Timelkam.
Mit dem Markteintritt in Italien (Entsorgung) und Slowenien (Wasser) 2009 wuchs der Konzern weiter. 2011 bestellte der Aufsichtsrat der Energie AG Oberösterreich Andreas Kolar per 1. Januar 2012 zum neuen Finanzvorstand. 2013 wurden die Osteuropa-Aktivitäten der Entsorgungssparte verkauft. 2015 begann die Umsetzung der Power Strategie 2020: Vollintegration der OÖ. Ferngas AG.
Als bisher am längsten amtierender Vorstandsvorsitzender schied Leo Windtner nach 22 Jahren in dieser Position 2017 aus dem Unternehmen aus. Sein Nachfolger Werner Steinecker verabschiedete sich mit Jahresende 2022 in den Ruhestand. Seit 1. Januar 2023 fungiert Leonhard Schitter als CEO des Konzerns. Nach dem vorzeitigen Ausscheiden von Stefan Stallinger als Vorstandsmitglied im Fachbereich Technik hat Alexander Kirchner diese Funktion per 1. August 2024 übernommen.

## Unternehmensprofil
Die Tätigkeitsfelder des Konzerns sind Energieerzeugung, Errichtung und Betrieb von Strom- und Gasnetz sowie Versorgung mit Strom, Gas und Wärme, in Österreich kommen noch Energie-, Informations- und Telekommunikationsservices dazu.
Zusätzlich werden in Österreich und Norditalien Abfallmanagement und Entsorgungslösungen angeboten, in Tschechien Trinkwasser- und Wärmeversorgung sowie Abwasserentsorgung. Im Geschäftsjahr 2022/23 wurde beschlossen, das Marktgebiet auf Deutschland, Italien und Slowenien auszuweiten.
Mehr als 450.000 Kunden werden über das 30.000 Kilometer lange Hoch- und Niederspannungsnetz mit Strom und über das 5.000 Kilometer lange unterirdische Leitungsnetz mit Erdgas versorgt. Die Energie AG erzeugt einen Teil des dafür notwendigen Stroms in ihren eigenen 74 Kraftwerken (Wasserkraft- und thermische Kraftwerke, Photovoltaik- und Windkraftanlagen).
Die Wasser-Gruppe versorgt mehr als 1.000 Gemeinden und mehr als 1 Million Menschen mit Trinkwasser. Die Umwelt Service GmbH (früher AVE) bietet österreichweit neben Entsorgungsdienstleistungen auch Wasser- und Kanalservices für Gemeinden, Gewerbe- und Industriekunden an.

### Aktionäre
Das Unternehmen war bis 2002 zu 100 % im Besitz des Landes Oberösterreich. 25 % plus eine Aktie wurden beim Eintritt in die Energie Allianz an deren Mitgliedsgesellschaften veräußert. 2006 zog sich die Energie AG aus der Energie Allianz zurück – das Land als Mehrheitseigentümer musste die Anteile zurück kaufen. Die Linz AG biehielt sich ihr Aktienpaket und war fortan mit 6,25 % an der Energie AG beteiligt. 93,75 % waren wieder im Besitz des Landes Oberösterreich.
Das zurückgekaufte Aktienpaket stand in weiterer Folge zum Verkauf. Verhandlungen mit der TIWAG folgten, führten allerdings zu keinem Ergebnis. Das Ende der Verhandlungen stand im Frühjahr 2007 fest. Am 5. Juli 2007 beschloss der oberösterreichische Landtag mit Stimmenmehrheit, einen Teil der Energie AG (100 % – 6,25 % der Linz AG – 51 % in der Verfassung festgeschriebener Mindestanteil der öffentlichen Hand = 42,75 %) über einen Börsengang zu verkaufen. Dem Beschluss folgte eine massive Kampagne der SPÖ Oberösterreich mit ihrem Vorsitzenden Erich Haider (der gleichzeitig auch stellvertretender Aufsichtsratspräsident der Energie AG war) gegen den Börsengang.
Die SPÖ konnte Anfang Dezember die notwendigen Unterschriften für die Einleitung einer Volksbefragung im Frühjahr 2008 vorlegen. Zur Bürgerbefragung ist es aber nicht mehr gekommen, weil Landeshauptmann Josef Pühringer den Börsengang am 9. Jänner 2008 völlig überraschend gestoppt hat. Anstelle des Börsengangs präsentierte er den „Plan B“, der eine Kernaktionärsgruppe aus Oberösterreich mit Banken, Versicherungen und Leitunternehmen des Landes sowie die Mitarbeiter und strategische Partner als Anteilseigner vorsah. Dieser Plan wurde im Juli 2008 umgesetzt.

### Eigentümerstruktur
per 19. Dezember 2023
- OÖ Landesholding: 52,71 %
- Raiffeisenlandesbank OÖ (Konsortium): 13,98 %
- Linz AG: 10,36 %
- TIWAG: 8,28 %
- Verbund AG: 5,20 %
- Oberbank AG (Konsortium): 5,18 %
- voestalpine: 2,07 %
- OÖ Landesbank AG: 1,04 %
- Sparkasse Oberösterreich Bank AG: 0,52 %
- OÖ Versicherung AG: 0,52 %
- Land Oberösterreich: 0,10 %
- Energie AG Oberösterreich: 0,04 %

Quelle: Energie AG
Innerhalb des Landes Oberösterreich ist die Energie AG nach 2005 unterhalb der OÖ Landesholding, der zentralen Beteiligungsverwaltung des Landes, angesiedelt worden.
Dabei liegen 52,45 % der Anteile in der Holding, und 0,1 % beim Land Oberösterreich direkt.

### Beteiligungen
Die Energie AG hält Beteiligungen an mehreren Unternehmen, darunter Ennskraftwerke AG (50 %), BBOÖ Breitband Oberösterreich GmbH (50 %), Wels Strom GmbH (49 %), Salzburg AG (26,13 %).

### Vorstand
- Leonhard Schitter, Vorstandsvorsitzender
- Andreas Kolar, Mitglied des Vorstands, Fachbereich Finanzen
- Alexander Kirchner, Mitglied des Vorstands, Fachbereich Technik

### Kennzahlen
| Konzern-Umsatz |          | 2006/07 | 2007/08 | 2008/09 | 2009/10 | 2010/11 | 2011/12 | 2011/12* | 2012/13* |
| -------------- | -------- | ------- | ------- | ------- | ------- | ------- | ------- | -------- | -------- |
| Gesamt         | Mio. EUR | 1.141,8 | 1.520,1 | 1.806,0 | 1.978,8 | 2.219,9 | 2.123,8 | 1.940,0  | 1.812,6  |
| Energie        | Mio. EUR | 819,6   | 1.116,1 | 1.369,4 | 1.480,8 | 1.630,6 | 1.578,2 | 1.579,1  | 1.467,1  |
| Entsorgung     | Mio. EUR | 255,2   | 323,8   | 328,7   | 379,7   | 456,2   | 414,9   | 230,1    | 215,1    |
| Wasser         | Mio. EUR | 67,0    | 80,2    | 107,9   | 118,3   | 133,1   | 130,7   | 130,8    | 130,4    |

Aufgrund der Veräußerung der Gesellschaften der AVE in Tschechien, Slowakei, Ungarn, Rumänien, Ukraine sowie Moldawien wurden diese als aufgegebener Geschäftsbereich entsprechend IFRS 5 dargestellt. Aufgrund der Eingliederung der OÖ. Ferngas AG entsteht eine neue Segmentierung der Berichterstattung des Konzerns ab dem Geschäftsjahr 2013/2014:
| Konzern-Umsatz     |          | 2013/14 | 2014/15 |
| Gesamt             | Mio. EUR | 1.722,1 | 1.573,9 |
| Energie            | Mio. EUR | 1.087,1 | 936,1   |
| Netz               | Mio. EUR | 277,0   | 276,5   |
| Entsorgung         | Mio. EUR | 198,7   | 196,2   |
| Wasser             | Mio. EUR | 124,5   | 126,0   |
| Holding & Services | Mio. EUR | 34,8    | 39,1    |

### Firmensitz: Power Tower

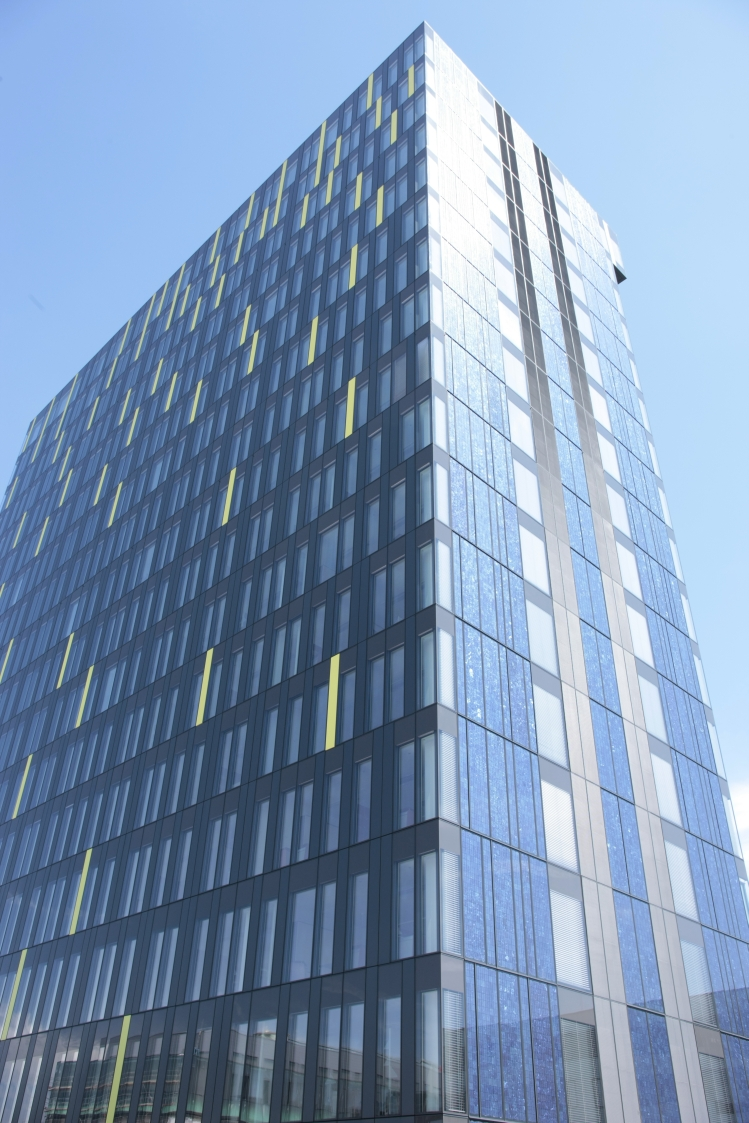
Power Tower, Konzernzentrale der Energie AG

Die Konzernzentrale, der Power Tower, ist eine Symbiose aus moderner Architektur und einzigartiger Energieanwendung. Das neuartige Energiekonzept basiert auf den drei Säulen Gebäudehülle, Energietechnik und Energieaufbringung. Der Power Tower ist das erste Bürohochhaus mit Passivhauscharakter und bezieht seine Energie zum größten Teil aus Erde, Sonne und Wasser.

## Konzernstruktur
Die Energie AG ist in einer Konzernstruktur organisiert. Die seit 2006 bestehende Holding übernimmt Steuerungs- und Konzernfunktionen, die Geschäfts- und Servicebereiche sind in Form von Einzelgesellschaften organisiert.

### Einzelgesellschaften
- Energie AG Oberösterreich Bohemia GmbH
Zuständig für Trinkwasser-Versorgung und Abwasser-Entsorgung in Tschechien
- Energie AG Oberösterreich Erzeugung GmbH
Entwicklung, Errichtung, Betrieb und Instandhaltung von Strom- und Wärmeerzeugungsanlagen
- Energie AG Oberösterreich Öko GmbH
Vertrieb von grünem Strom aus Photovoltaik, Biomasse, Erdwärme, Sonne, Wind
- Energie AG Oberösterreich Personalmanagement GmbH
Zuständig für sämtliche Personalaufgaben inklusive Recruiting sowie Aus- und Weiterbildung
- Energie AG Oberösterreich Services und Digital Solutions GmbH
Customer Operations (Kundenkommunikation etc.), Services in den Bereichen IT, Telekommunikation, Datendienste
- Energie AG Oberösterreich Tech Services GmbH
technische Dienst- und Serviceleistungen für alle netzrelevanten Einrichtungen und Kraftwerksanlagen
- Energie AG Oberösterreich Trading GmbH
Energiehandel (Strom, Gas, Öl, CO2-Zertifikate) des Konzerns auf den europäischen Handelsmärkten
- Energie AG Oberösterreich Vertrieb GmbH
Betreut Kunden in Privathaushalten, Landwirtschaft, Gewerbe und Industrie.
- Energie AG Oberösterreich Umwelt Service GmbH[10]
Entsorgungsdienstleistungen (Sammlung, Sortierung, Verwertung von Abfällen), Wasser- und Kanalservices
- Netz Oberösterreich GmbH[11]
errichtet und betreibt das Strom- und Erdgasnetz in weiten Teilen Oberösterreichs sowie Teilen von Salzburg, der Steiermark und in kleinerem Umfang auch in Niederösterreich
- IfEA Institut für Energieausweis GmbH (Tochter der Vertrieb GmbH)
Spezialdienstleister für energieeffizientes und nachhaltiges Bauen, Erstellung von Energieausweisen
- WDL-WasserdienstleistungsGmbH (Tochter der Umwelt Service GmbH)
Bereitstellung und Betrieb von Wasser- und Abwassersystemen

## Geschäftsbereiche
- Energie (Strom, Gas, Fernwärme, Telekommunikation)
- Entsorgung
- Wasserversorgung

### Kraftwerke
Die Energie AG betreibt 74 Kraftwerke (Wasserkraftwerke, thermischen Kraftwerke und Verwertungsanlagen, Photovoltaikgroßkraftwerke und dezentralen Photovoltaik-Bürgerkraftwerke, Windkraftanlagen) in Oberösterreich, Salzburg, der Steiermark und Niederösterreich. Dazu gehören 30 meist kleinere Wasserkraftwerke, davon sind 26 Laufwasserkraftwerk an der Traun, der Steyr und anderen Flüssen, sowie neun Speicherkraftwerke. Insgesamt produzieren diese Kraftwerke 1100 GWh pro Jahr, was 11 Prozent des oberösterreichischen Stromverbrauchs entspricht.
Die großen Donaukraftwerke in Oberösterreich werden nicht von der Energie AG, sondern vom Verbund betrieben. Die Kraftwerke an Enns und Steyr werden teilweise von der Ennskraftwerke AG betrieben, die zu gleichen Teilen der Energie AG Oberösterreich und dem Verbund gehört.
Daneben betreibt das Unternehmen zwei große kalorische Kraftwerksstandorte, in Timelkam und Riedersbach, mehrere Müllverbrennungsanlagen in Wels und Lenzing. Im Frühjahr 2013 wurde beschlossen, die Kohleverstromung am Standort Riedersbach bis 2016 auslaufen zu lassen, weil diese wegen niedriger Erlöse aus dem Strompreis und hoher Transportkosten der Kohle nicht mehr wirtschaftlich zu betreiben ist. Die letzte Tonne Steinkohle wurde am 23. März 2016 im Kraftwerksblock Riedersbach II verfeuert. Weiters werden Kraftwerke mit Energieerzeugung aus Photovoltaik und Biomasse betrieben. Im Geschäftsjahr 2014/2015 erfolgte der Einstieg in die Stromproduktion aus Windenergie durch den Erwerb von Windparks im östlichen Niederösterreich und einem Anteil am Windpark Munderfing.
Insgesamt produziert die Energie AG im Geschäftsjahr 2014/2015 rund 3,1 TWh pro Jahr, womit das Unternehmen 35 % des an die Endkunden verkauften Stroms selbst produziert.

#### Thermische Kraftwerke

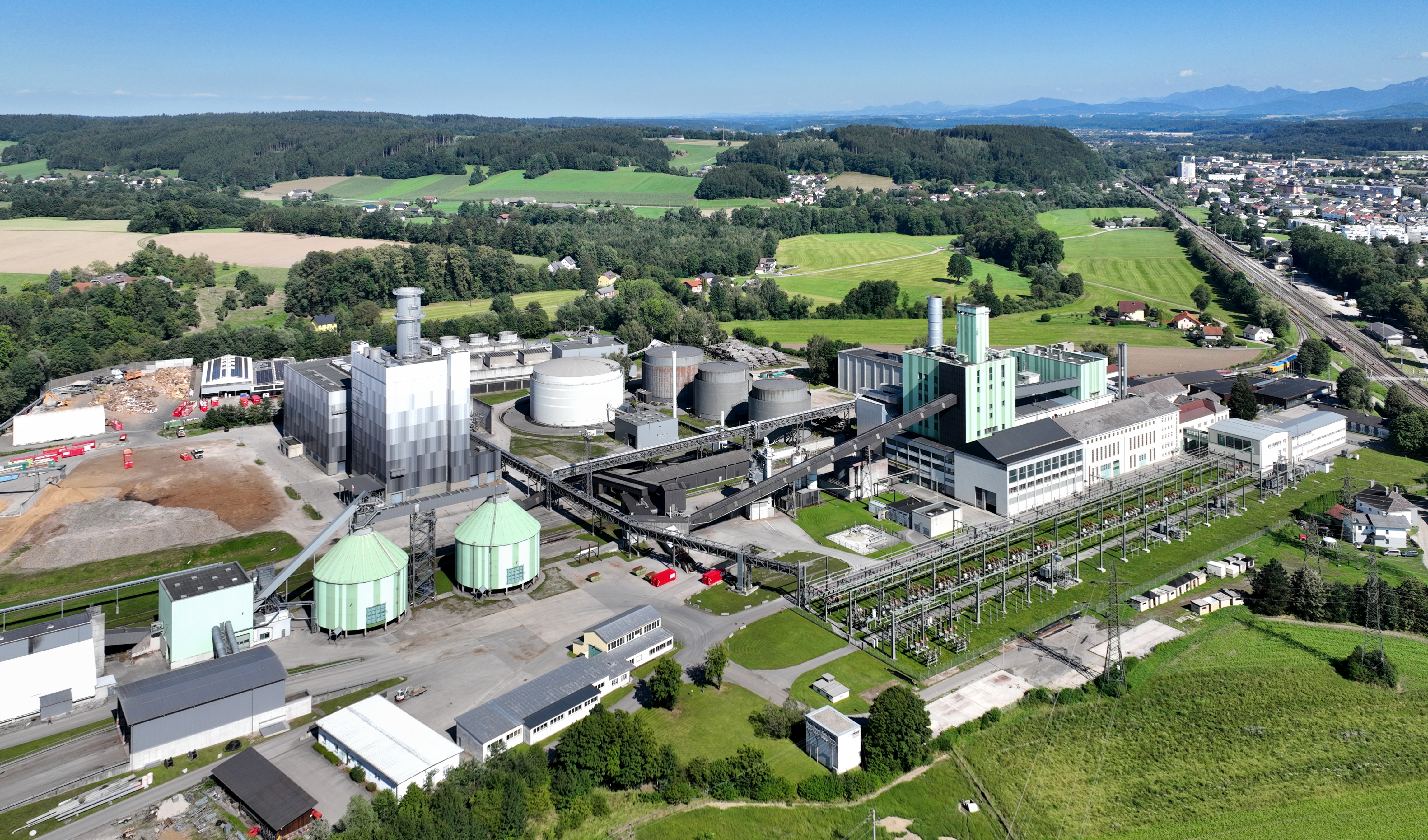
Der von der Energie AG betriebene Kraftwerkskomplex in Timelkam

- Liste thermischer Kraftwerke in Oberösterreich

#### Wasserkraftwerke
- Liste von Wasserkraftwerken in Oberösterreich
- Liste von Wasserkraftwerken im Bundesland Salzburg

#### Photovoltaik
Die Energie AG betreibt zusätzlich mehrere Photovoltaikanlagen:
- Versuchsanlage Seewalchen am Attersee, entlang der A 1 West Autobahn
- Photovoltaik am Loser, mit maximal 30 kW
- Photovoltaik am Power Tower, der Konzernzentrale in Linz
- Photovoltaik Eberstalzell, Inbetriebnahme im Mai 2010, Leistung: 1 Megawatt – derzeit größtes Photovoltaik-Forschungskraftwerk Österreichs.
- Photovoltaik mit Bürgerbeteiligung an mehreren Standorten, mit insgesamt 1,2 Megawatt Leistung (Timelkam, Wels, Rohrbach, St. Florian, Großraming, Ternberg, Waldneukirchen, Ostermiething, Kremsmünster, Großarl).

#### Windenergie
2014 ist die Energie AG in die Nutzung der Windenergie eingestiegen und an folgenden Windparks beteiligt:
- Windpark Scharndorf III: 3 Windkraftanlagen, Gesamtleistung 9 MW, Energie AG-Anteil: 50 %[17]
- Windpark Trautmannsdorf Nord: 4 Windkraftanlagen, Gesamtleistung 12 MW, Energie AG-Anteil: 50 %[18]
- Windpark Munderfing: 5 Windkraftanlagen, Gesamtleistung 15 MW, Energie AG-Anteil: 14,7 %[19]

Die eigenen Windkraftprojekte im oberösterreichischen Alpenvorland in den Gemeinden Ternberg, Molln und Reichraming bzw. Reichraming und Großraming werden – weil wirtschaftlich nicht darstellbar – vorläufig nicht weiterverfolgt.

### Kommunikation
Mit Powerspeed bietet die Energie AG Oberösterreich Telekom GmbH die Vernetzung von Unternehmensstandorten an. Das Netz ist das rund 5000 Kilometer lange Glasfasernetz, über das alle Gemeinden Oberösterreichs erschlossen sind. Seit Ende 2013 werden auch FTTH (fiber-to-the-home)-Anschlüsse – basierend auf echten Glasfaseranschlüssen – für Privatkunden angeboten.

### Innovationen
Die Energie AG positioniert sich unter anderem bei der Entwicklung und Förderung der Wärmepumpentechnologie, der Anwendungsforschung im Bereich der Brennstoffzellen, dem Passivhausbau und bei Solarkraftwerken.

### Sportförderung
Mit der Energie AG Sportfamilie unterstützt der Konzern heimische Spitzen- und Nachwuchssportler, wie Andrea Limbacher oder Michael Hayböck.